# Rogova (gmina)
Rogova – gmina w Rumunii, w okręgu Mehedinți. Obejmuje miejscowości Poroinița i Rogova. W 2011 roku liczyła 1359 mieszkańców.